# Ocotempa, Mixtla de Altamirano
Ocotempa är en ort i Mexiko.   Den ligger i kommunen Mixtla de Altamirano och delstaten Veracruz, i den sydöstra delen av landet, 240 km öster om huvudstaden Mexico City. Ocotempa ligger 1 646 meter över havet och antalet invånare är 830.
Terrängen runt Ocotempa är bergig österut, men västerut är den kuperad. Runt Ocotempa är det ganska tätbefolkat, med 199 invånare per kvadratkilometer. Närmaste större samhälle är Zongolica, 7,0 km norr om Ocotempa. I omgivningarna runt Ocotempa växer huvudsakligen savannskog.